# Гумбати
Гумбати (Кумбати) (груз. გუმბათი) — село в Грузии. Входит в состав Цалкского муниципалитета.
Название села происходит от арабского Кюм-бат или Турецкого Гуюм-бат (на Грузинском - Гумбати) что означает заход солнца или метафорика - купол от солнца (от света).

## География
Село расположено на южном склоне Триалетского хребта Южного Кавказа (Цалкская котловина). С запада обрамлено Джавахетским нагорьем Малого Кавказа. Находится на слиянии рек Гумбатис-цкали и Ашкала (ти Ашхалас то потам), которые в свою очередь впадают в реку Кция (Храми) — главную водную артерию Южной Грузии.
На востоке в 200-х метрах от Гумбати находится село Ашкала, населенное армянами. На юге в 3-х км — село Джиниси и на западе в 2-х км — село Авранло с греческим населением. На севере в 2,5—3-х км за горой расположено село Тарсон (Яила), населённое выходцами из села Гумбати (1870).
Высота над уровнем моря 1 711 м. Триангуляционный пункт — чугунная плита у брода на реке Ашкала. Максимальная температура воздуха 29 градуса (июль), минимальная -21 градус (февраль); осадки-1400 мм.

## История
Село образовался Греками выходцами из Гюмюш-Хане (Аргирополи) Турции в 1828-1831 годах на развалинах грузинского сёла. Основным языком общения был диалект греческого языка - Ромейка (Понтиака). Говорили также на турецком. Со временен приобщились и к русскому и грузинским языкам. При приезде основной массы переселенцев из Турции на месте обнаружили две семьи греков:  Аврамових (Позонант) и Янакових, которые переехали в эти края 2-15 лет назад (подробнее когда- не известно) из Зарушанского санджака Карского пашалика (нынешний регион Гюмри -Aлаверди Армении). В 1832 году в село проживали 32 семей;  в 1864-1867 годах - 52 семьи, из них 7 семей в Апреле 1864 года уехали в  Ставропольский Край вместе с гостившим у них на зиму  греками из Гюмюш-хане Турции. Из переселенцев несколько семей вернулись обратно так как им Ставропольский климат не подошёл и почти половина из них там померли. (имеются соответствующие записи в Архивах).
По переписи населения 1899 года в селе (вместе с населением Тарсона) проживали верующих п/х-1046 душ.